# Patinação de velocidade em pista curta nos Jogos Olímpicos de Inverno de 2014 - Revezamento 5000 m masculino
O revezamento 5000 m masculino da patinação de velocidade nos Jogos Olímpicos de Inverno de 2014 foi disputado no Palácio de Patinação Iceberg em Sóchi, em 22 de fevereiro de 2014.

## Medalhistas
|  | RUS Rússia                                                     |  | USA Estados Unidos                                      |  | CHN China                                    |
|  | Viktor Ahn Semion Elistratov Vladimir Grigorev Ruslan Zakharov |  | Eddy Alvarez J. R. Celski Chris Creveling Jordan Malone |  | Chen Dequan Han Tianyu Shi Jingnan Wu Dajing |

## Resultados

### Semifinais
QA — classificados para a final A
QB — classificados para a final B
ADV — avançou
PEN — pênalti
YC — cartão amarelo
| Pos. | Bateria | País               | Atleta                                                                | Tempo    | Notas |
| ---- | ------- | ------------------ | --------------------------------------------------------------------- | -------- | ----- |
| 1    | 1       | NED Países Baixos  | Daan Breeuwsma Niels Kerstholt Sjinkie Knegt Freek van der Wart       | 6:45.385 | QA    |
| 2    | 1       | KAZ Cazaquistão    | Abzal Azhgaliyev Aidar Bekzhanov Denis Nikisha Nurbergen Zhumagaziyev | 6:47.152 | QA    |
| 3    | 1       | KOR Coreia do Sul  | Lee Han-Bin Lee Ho-Suk Park Se-Yeong Sin Da-Woon                      | 6:48.206 | QB    |
| 4    | 1       | USA Estados Unidos | Eddy Alvarez J. R. Celski Chris Creveling Jordan Malone               | 6:50.292 | ADV   |
| 1    | 2       | RUS Rússia         | Viktor Ahn Semion Elistratov Vladimir Grigorev Ruslan Zakharov        | 6:44.331 | QA    |
| 2    | 2       | CHN China          | Chen Dequan Han Tianyu Shi Jingnan Wu Dajing                          | 6:44.521 | QA    |
| 3    | 2       | ITA Itália         | Yuri Confortola Tommaso Dotti Anthony Lobello Nicola Rodigari         | 6:45.253 | QB    |
| 4    | 2       | CAN Canadá         | Michael Gilday Charles Hamelin François Hamelin Olivier Jean          | 6:48.186 | QB    |

### Finais

#### Final B (Consolação)
| Pos. | País              | Atleta                                                        | Tempo    |
| ---- | ----------------- | ------------------------------------------------------------- | -------- |
| 6    | CAN Canadá        | Michael Gilday Charles Hamelin Charle Cournoyer Olivier Jean  | 6:43.747 |
| 7    | KOR Coreia do Sul | Kim Yun-Jae Lee Ho-Suk Park Se-Yeong Sin Da-Woon              | 6:43.921 |
| 8    | ITA Itália        | Yuri Confortola Tommaso Dotti Anthony Lobello Davide Viscardi | 6:44.904 |

#### Final A
| Pos.              | País               | Atleta                                                                | Tempo    | Notas            |
| ----------------- | ------------------ | --------------------------------------------------------------------- | -------- | ---------------- |
| Medalha de ouro   | RUS Rússia         | Viktor Ahn Semion Elistratov Vladimir Grigorev Ruslan Zakharov        | 6:42.100 | Recorde olímpico |
| Medalha de prata  | USA Estados Unidos | Eddy Alvarez J. R. Celski Chris Creveling Jordan Malone               | 6:42.371 |                  |
| Medalha de bronze | CHN China          | Chen Dequan Han Tianyu Shi Jingnan Wu Dajing                          | 6:48.341 |                  |
| 4                 | NED Países Baixos  | Daan Breeuwsma Niels Kerstholt Sjinkie Knegt Freek van der Wart       | 6:49.149 |                  |
| 5                 | KAZ Cazaquistão    | Abzal Azhgaliyev Aidar Bekzhanov Denis Nikisha Nurbergen Zhumagaziyev | 6:54.630 |                  |

Legenda
| Recorde mundial      | Recorde mundial (World record)               |                       | Recorde africano                      | Recorde africano (African) |                                           | Q | Classificado por posição (Qualified) |
| Recorde olímpico     | Recorde olímpico (Olympic record)            | Recorde da América    | Recorde da América (Americas)         | q                          | Classificado por melhor tempo (Qualified) |   |                                      |
| Melhor marca do ano  | Melhor marca do ano (World leading)          | Recorde asiático      | Recorde asiático (Asian)              | DNS                        | Não largou (Did not start)                |   |                                      |
| Recorde nacional     | Recorde nacional (National record)           | Recorde europeu       | Recorde europeu (European)            | DNF                        | Não terminou (Did not finish)             |   |                                      |
| Recorde pessoal      | Recorde pessoal do atleta (Personal best)    | Recorde da Oceania    | Recorde da Oceania (Oceania)          | DSQ / DQ                   | Desclassificado (Disqualified)            |   |                                      |
| Recorde da temporada | Recorde da temporada do atleta (Season best) | Recorde sul-americano | Recorde sul-americano (South America) | NM                         | Sem marca (No mark)                       |   |                                      |